# Jasin (district)

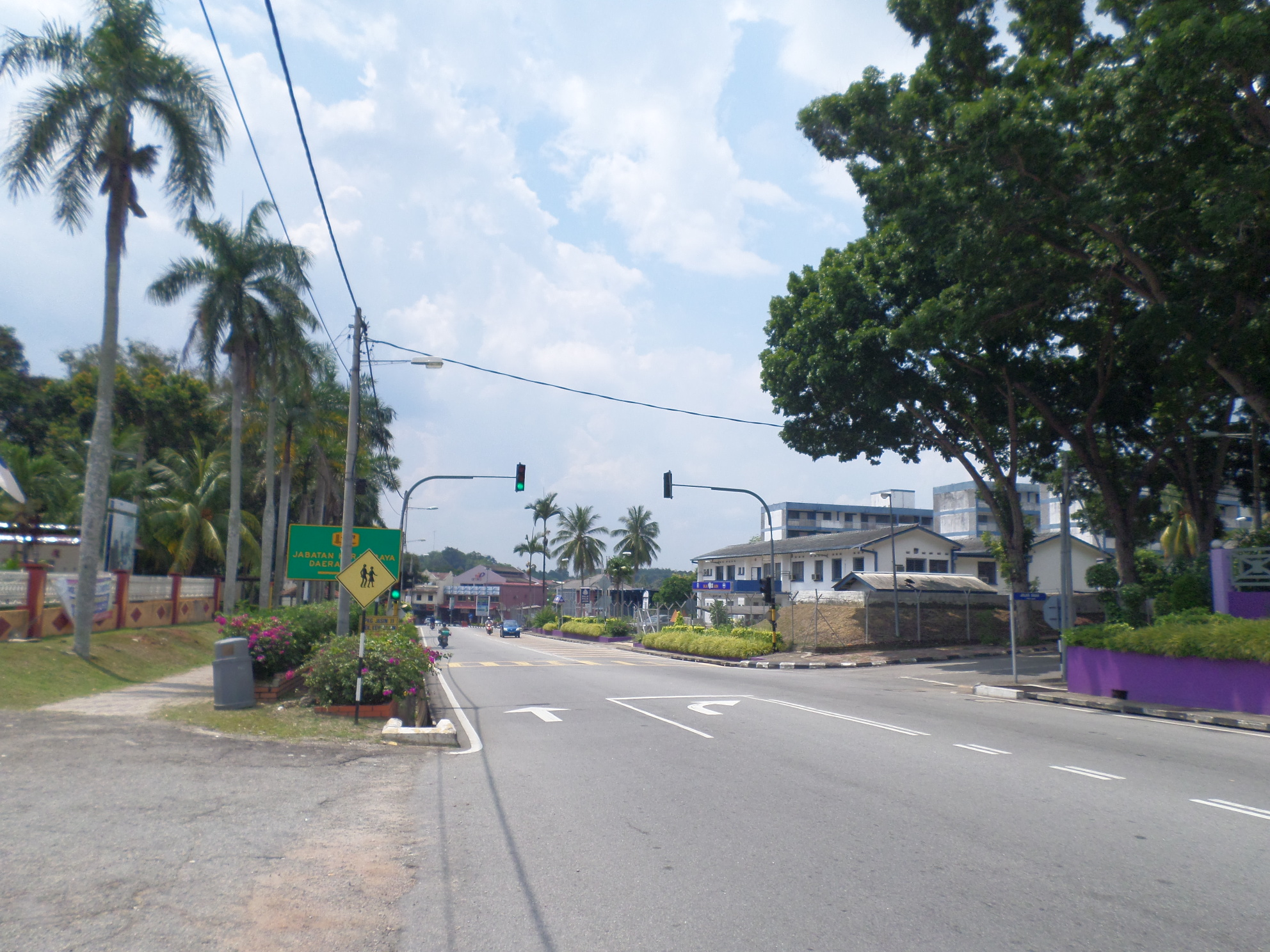
Jasin

Jasin is een district in de Maleisische deelstaat Malakka.
Het district telt 135.000 inwoners op een oppervlakte van 680 km².